# 椅圈镇
椅圈镇，是中华人民共和国辽宁省丹东市东港市下辖的一个乡镇级行政单位。

## 行政区划
椅圈镇下辖以下地区：
椅圈村、高桥村、吴家坨村、盖家坝村、于家村、枣儿山村、康家村、兴隆山村、椅山村、尹家坨子村、马家岗村、黄城村、夏家村、德祥村、伊兰苏村、桦木村和李家店村。